# Stazione di San Massimo
Stazione di San Massimo vasútállomás Olaszországban, Molise régióban, San Massimo településen.

## Vasútvonalak
Az állomást az alábbi vasútvonalak érintik:
- Termoli–Venafro-vasútvonal

## Kapcsolódó állomások
A vasútállomáshoz az alábbi állomások vannak a legközelebb: 
- Stazione di Boiano
- Stazione di Cantalupo del Sannio-Macchiagodena